# C.F. Pagander
Carl Fredrik (C.F.) Pagander, född 5 november 1834 i Dals-Rostock, Gunnarsnäs socken, Älvsborgs län, död 1860, var en svensk målargesäll verksam som bygdemålare och kyrkomålare i Dalsland i mitten av 1800-talet.
Pagander, som var son till målargesällen C.M. Pagander, är känd för sina tapetmålningar i Lästviks gård i Steneby socken som han utförde 1858. Målningarna som är inramade av klassiska pilastrar präglas av den tidens romantiska synsätt och är utförda i en mager nästan laserande oljefärgsteknik i en folkligt naiv stil. Målningen skildrar landskapet och en fantasifull slussbyggnad i en kanal. I den nu rivna herrgårdsbyggnaden på Baldersnäs utförde han målade dörröverstycken med stiliserade blomsterarrangemang. 

### Fotnoter
1. ↑  ”Arkiverade kopian”. Arkiverad från originalet den 7 november 2017. https://web.archive.org/web/20171107054616/https://www.lastviks-sateri.se/allmogesalen/. Läst 5 november 2017.